# Sietske Pasveer
Sietske Pasveer (Akkrum, 1 januari 1915 - Grouw, 18 december 2001) was in 1939 Nederlands vrouwelijke schaatskampioen op de kortebaan..
Op 17-jarige leeftijd won ze haar eerste geldprijs. Haar topjaar was de winter van 1939-1940 toen ze fl. 400,- aan geldprijzen bijeen schaatste.
Zij won op 22 december 1939 het NK Kortebaan in Eelde voor Antje Koopman en Betsy Helder. Ze stierf in het verzorgingshuis Nij Friesmahiem in Grouw, waar ze twintig jaar had gewoond.

## Uitslagen
| Jaar | Plaats | Kampioenschap |
| ---- | ------ | ------------- |
| 1939 | Goud   | NK Kortebaan  |